# Eiphosoma glabritum
Eiphosoma glabritum là một loài tò vò trong họ Ichneumonidae.